# Ребрівка звичайна
Ребрівка звичайна, блехнум колосистий (Blechnum spicant (L.) Sm.) — багаторічна кореневищна розеткова вічнозелена трав'яниста рослина родини блехнумові (Blechnaceae). Етимологія: лат. spicant — «шипастий».

## Опис
Зростає до 0,5 м заввишки. Лусочки темно-фіолетові-коричневі. Стерильні листки (вайя) до 60 см у висоту і 15 см в ширину, родючі (довжиною до 70 см) — з'являються пізніше. Ніжки родючих листків від червонувато-коричневого до фіолетово-чорного кольору. Ніжки стерильних листків червонувато-коричневі. Спори розвиваються в період з липня по вересень. Хромосом: 2n = 68.

## Поширення
Країни проживання: Північна Африка: Алжир; Марокко; Туніс. Кавказ: Вірменія; Азербайджан; Грузія. Західна Азія: Ліван; Туреччина. Європа: Естонія; Латвія; Литва; Україна; Австрія; Бельгія; Чехія; Німеччина; Угорщина; Нідерланди; Польща; Словаччина; Швейцарія; Данія; Фінляндія; Ісландія; Ірландія; Норвегія; Швеція; Об'єднане Королівство; Албанія; Боснія і Герцеговина; Болгарія; Хорватія; Греція; Італія; Македонія; Чорногорія; Румунія; Сербія; Словенія; Франція; Португалія [вкл. Азорські острови, Мадейра]; Іспанія [вкл. Канарські острови]. Північна Америка: США — Айдахо, Орегон, Вашингтон, Каліфорнія, Аляска; Канада — Британська Колумбія. Населяє вологі й тінисті заплавні ліси і болота; трав'янисті й кам'янисті схили.

## Використання
Культивується як декоративна рослина.

## Галерея

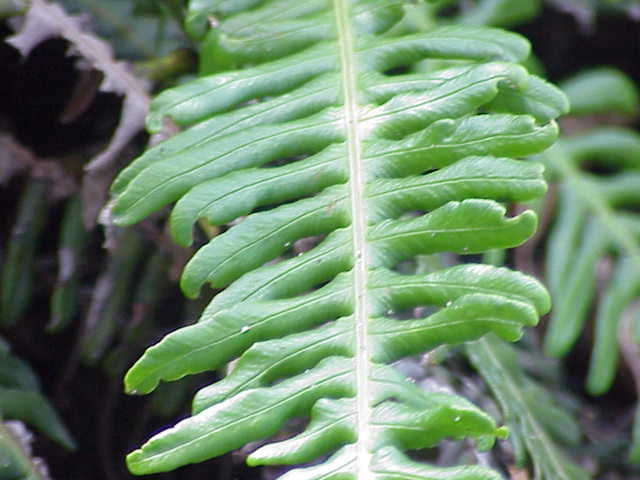
Стерильний лист
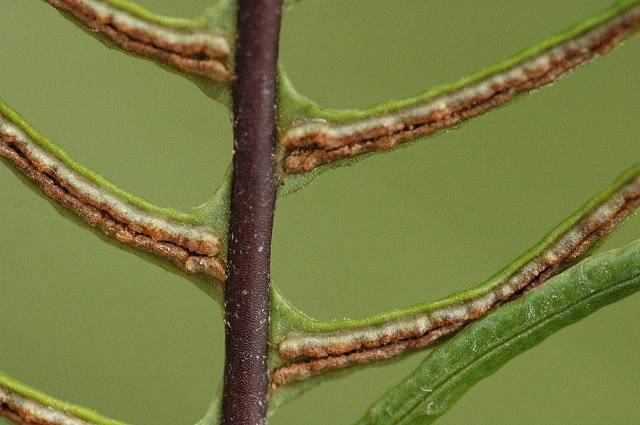
Родючий лист з Сорусом
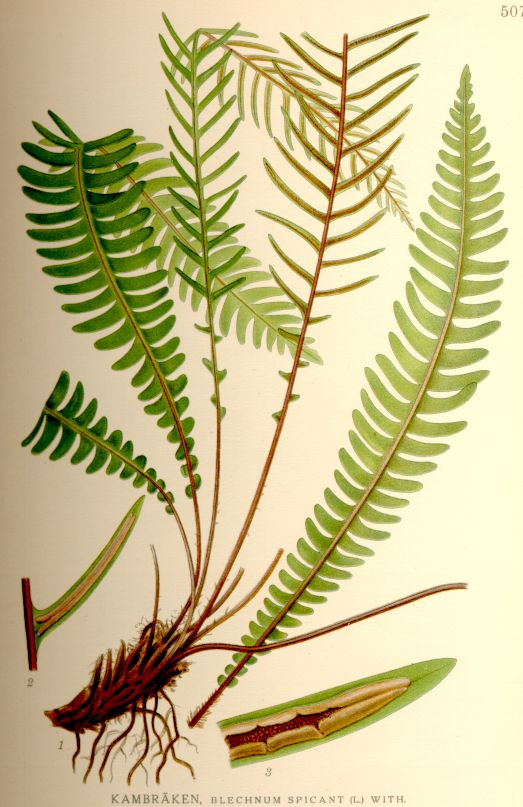
Ілюстрація